# Campy Russell
Michael Campanella "Campy" Russell (Jackson, Tennessee, 12 de enero de 1952) es un exjugador de baloncesto estadounidense que jugó durante nueve temporadas en la NBA. Con 2,03 metros de estatura, jugaba en la posición de ala-pívot. Es hermano de los también jugadores profesionales Walker y Frank Russell, y tío de Walker Russell Jr..

## Trayectoria deportiva

### Universidad

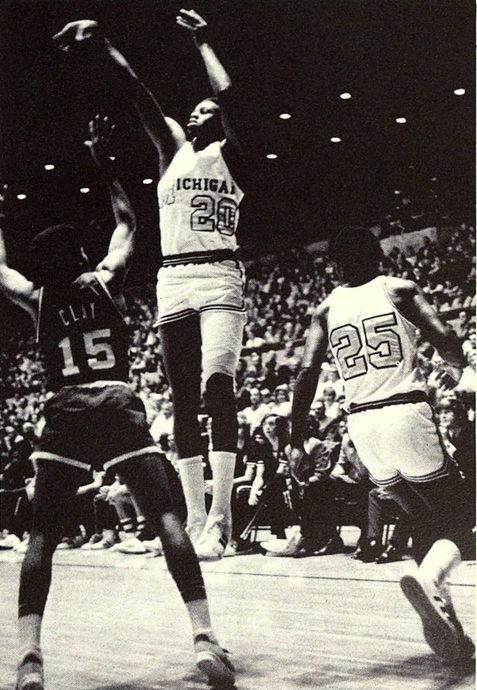
Russell con Míchigan

Jugó durante 3 temporadas con los Wolverines de la Universidad de Míchigan. Procedía del Pontiac Central High School, donde fue en dos ocasiones elegido como mejor baloncestista de instituto de Míchigan, y en otras tres como mejor jugador del All-Star que se celebraba siempre al acabar la temporada. En la universidad, en su segundo año lideró al equipo en rebotes, con 9,6 por partido, siendo el segundo máximo anotador con 18,4. sin embargo, en la siguiente temporada, la que sería su última antes de dar el salto a profesionales, fue el máximo anotador no sólo de los Wolverines, sino también de la Big Ten Conference, promediando 23,7 puntos por partido. Fue elegido en 1973 y 1974 como All-American consensuado.
En el total de su carrera universitaria promedió 21,0 puntos y 10,3 rebotes por partido.

### Profesional
Fue elegido en la octava posición del Draft de la NBA de 1973 por Cleveland Cavaliers, donde tras una primera temporada en la cual no contó con la confianza del entrenador, jugando poco más de 10 minutos por partido, poco a poco se fue ganando un puesto como titular, duplicando sus números y proediando entre 15 y 20 puntos por partido. Su mejor temporada fue la 1978-79, cuando logró ser el máximo anotador de su equipo, con 21,9 puntos por partido, y el segundo en rebotes y en asistencias. Ese año fue seleccionado por primera y única vez para disputar el All-Star Game de la NBA, partido en el que consiguió 4 puntos y 1 rebote en 13 minutos sobre la cancha.
Tras 6 años en los Cavs, fue traspasado en la temporada 1980-81 a los New York Knicks, donde jugó dos temporadas a buen nivel saliendo de titular, al lado de gente como Bill Cartwright o Ray Williams. Dejó la liga al terminar su segundo año en la Gran Manzana, regresando 3 años después nuevamente a los Cavaliers, con los que jugó sus últimos tres partidos como profesional. En sus 9 temporadas en la NBA promedió 15,8 puntos, 4,8 rebotes y 3,0 asistencias por partido.

## Estadísticas de su carrera en la NBA

### Temporada regular
| Año      | Equipo    | PJ  | PT | MPP  | %TC  | %3P  | %TL  | RPP | APP | ROB | TPP | PPP  |
| -------- | --------- | --- | -- | ---- | ---- | ---- | ---- | --- | --- | --- | --- | ---- |
| 1974-75  | Cleveland | 68  |    | 11.1 | .411 | –    | .752 | 2.2 | .7  | .3  | .0  | 6.2  |
| 1975-76  | Cleveland | 82  |    | 23.9 | .482 | –    | .773 | 4.2 | 1.3 | .8  | .1  | 15.0 |
| 1976-77  | Cleveland | 70  |    | 30.1 | .434 | –    | .778 | 6.0 | 2.7 | 1.0 | .3  | 16.5 |
| 1977-78  | Cleveland | 72  |    | 35.0 | .448 | –    | .751 | 6.4 | 3.9 | 1.2 | .2  | 19.4 |
| 1978-79  | Cleveland | 74  |    | 38.6 | .476 | –    | .797 | 6.8 | 4.7 | 1.3 | .3  | 21.9 |
| 1979-80  | Cleveland | 41  |    | 32.5 | .451 | .111 | .745 | 5.5 | 4.2 | 1.8 | .5  | 18.2 |
| 1980-81  | New York  | 79  |    | 36.3 | .464 | .308 | .781 | 4.5 | 3.3 | 1.3 | .1  | 16.4 |
| 1981-82  | New York  | 77  | 63 | 30.6 | .478 | .439 | .776 | 3.1 | 3.7 | 1.0 | .2  | 13.9 |
| 1984-85  | Cleveland | 3   | 0  | 8.0  | .286 | .000 | .667 | 1.7 | 1.0 | .0  | .0  | 2.0  |
| Total    | Total     | 566 | 63 | 29.6 | .459 | .366 | .772 | 4.8 | 3.0 | 1.0 | .2  | 15.8 |
| All-Star | All-Star  | 1   | 0  | 13.0 | .250 | –    | –    | 1.0 | .0  | .0  | .0  | 4.0  |

### Playoffs
| Año   | Equipo    | PJ | PT | MPP  | %TC  | %3P  | %TL  | RPP | APP | ROB | TPP | PPP  |
| ----- | --------- | -- | -- | ---- | ---- | ---- | ---- | --- | --- | --- | --- | ---- |
| 1976  | Cleveland | 13 |    | 25.2 | .404 | –    | .855 | 5.5 | 1.1 | .6  | .5  | 13.6 |
| 1977  | Cleveland | 3  |    | 33.3 | .389 | –    | .733 | 8.7 | 3.3 | 1.0 | .3  | 17.7 |
| 1978  | Cleveland | 2  |    | 44.0 | .487 | –    | .810 | 7.5 | 5.5 | 1.5 | .5  | 27.5 |
| 1981  | New York  | 2  |    | 44.5 | .441 | .000 | .941 | 4.5 | 4.5 | 2.0 | .5  | 23.0 |
| Total | Total     | 20 |    | 30.3 | .417 | .000 | .843 | 6.1 | 2.2 | .9  | .5  | 16.6 |